# Инфикс
И́нфикс — морфема, вставляемая в середину корня для образования грамматических форм глагола. Например, в латинском языке fidit — «он расколол», findit — с использованием инфикса -n- — «он раскалывает». Этимологически инфикс представляет собой следы спряжения в праиндоевропейском языке. Для современных языков использование инфиксов не характерно, однако инфиксы сохранились в литовском языке — lipti (рус. прилипать), limpu (рус. липнет). Также характерны инфиксы для тагальского языка, например, от инфинитива hanap образуется форма прошедшего времени humanap.
Глагольные инфиксы также широко употребительны в китайском языке.